# Selago leptothrix
Selago leptothrix är en flenörtsväxtart som beskrevs av O.M. Hilliard. Selago leptothrix ingår i släktet Selago och familjen flenörtsväxter. Inga underarter finns listade i Catalogue of Life.